# Kanton L'Arbresle
L'Arbresle is een kanton van het Franse departement Rhône. Het kanton maakt deel uit van het arrondissement Villefranche-sur-Saône.
Het heeft een oppervlakte van 292,08 km² en telt 37.892 inwoners in 2017, dat is een dichtheid van 130 inwoners/km².
Tot 1 januari 2015 lag het kanton in het arrondissement Lyon, maar omdat op die datum het collectivité territoriale Métropole de Lyon werd opgericht, ging het kanton over op het arrondissement Villefranche-sur-Saône. 
Sinds 2017 ligt een deel van het kanton ook weer in het Arrondissement Lyon, daardoor ligt het kanton in twee arrondissementen.

## Gemeenten
Het kanton L'Arbresle omvat de volgende gemeenten:
- L'Arbresle (hoofdplaats)
- Bessenay
- Bibost
- Brullioles
- Brussieu
- Chambost-Longessaigne
- Chevinay
- Courzieu
- Éveux
- Fleurieux-sur-l'Arbresle
- Les Halles
- Haute-Rivoire
- Longessaigne
- Montromant
- Montrottier
- Sain-Bel
- Saint-Clément-les-Places
- Sainte-Foy-l'Argentière
- Saint-Genis-l'Argentière
- Saint-Julien-sur-Bibost
- Saint-Laurent-de-Chamousset
- Saint-Pierre-la-Palud
- Savigny
- Sourcieux-les-Mines
- Souzy
- Villechenève